# Poupée de cire, poupée de son (album)
Albums de France Gall
Sacré Charlemagne
(1965) Baby pop
(1966)
France Gall, appelé couramment Poupée de cire, poupée de son d'après de la première chanson, est le deuxième album studio - sur vinyle - de France Gall, sorti en pleine période yéyé en avril 1965. Il s'agit presque d'une compilation, avec seulement 4 titres inédits sur 12.
Le titre phare, Poupée de cire, poupée de son, écrit et composé par Serge Gainsbourg, a donné son nom à l'album mais a surtout été la chanson gagnante du concours Eurovision de la chanson 1965, France Gall représentant le Luxembourg, ainsi qu'un phénoménal succès commercial.
La réalisation de cet album s'est faite avec Alain Goraguer et son orchestre.
Huit morceaux de cet album sont sortis au préalable sur l'EP ou 45 tours.
Le disque a connu une réédition en 2008, avec au recto une photo signée Peter Douglas/magazine Formidable et au verso un portrait dessiné signé Jacques Berger/Polydor.

## Titres
| A1. | Poupée de cire, poupée de son | Serge Gainsbourg           | Serge Gainsbourg | 2:34 |
| A2. | Le Cœur qui jazze             | Robert Gall                | Alain Goraguer   | 2:47 |
| A3. | Christiansen                  | Maurice Vidalin            | Jacques Datin    | 2:39 |
| A4. | Laisse tomber les filles      | Serge Gainsbourg           | Serge Gainsbourg | 2:14 |
| A5. | Le Premier Chagrin d'amour    | Robert Gall                | Claude-Henri Vic | 2:27 |
| A6. | On t'avait prévenue           | Robert Gall et Vline Buggy | Guy Magenta      | 2:26 |

| B1. | Dis à ton capitaine | Maurice Tézé    | Guy Magenta                                   | 2:08 |
| B2. | Sacré Charlemagne   | Robert Gall     | Georges Liferman                              | 2:54 |
| B3. | Un prince charmant  | Maurice Vidalin | Jacques Datin                                 | 2:31 |
| B4. | Au clair de la lune | Robert Gall     | Alain Goraguer, d'après un thème traditionnel | 2:09 |
| B5. | Nounours            | Maurice Tézé    | Guy Magenta                                   | 2:17 |
| B6. | Bonne nuit          | Robert Gall     | Alain Goraguer                                | 2:25 |

À noter:
- Titres inédits : A1, A2, B1, B3
- Titres déjà présents sur le précédent album, Sacré Charlemagne : tous les autres
- Avec la chorale « Les Lutins » : B2, B4, B5, B6